# Sever (metge)
Sever (en llatí Severus, en grec antic Σεβῆρος o Σευῆρος) era un metge grec que menciona Arquígenes, segons diu Galè, que deixa entendre que ja era mort quan Arquígenes en parlava.
Al metge Sever també el cita Aeci que va conservar alguns extractes importants de la seva obra, però potser n'hi hauria que serien de Sever Iatrosofista. En parlen Antoni Musa, Oribasi i Asclepíades Farmació, i per aquestes citacions Sever es pot situar cap al final del segle i. Una de les seves receptes la va recollir Alexandre de Tral·les. Fabricius parla d'un metge anomenat Severià, que és la forma que usa Aeci, per referir-se segurament aquest Sever. També menciona un personatge anomenat Theodosius, però Theodotius era el nom que Sever va donar a un dels seus medicaments.